# Phyllis Theroux
Phyllis Theroux (San Francisco, 22 febbraio 1939) è una scrittrice e giornalista statunitense.
Ha collaborato per diversi anni come columnist per importanti giornali, tra cui The New York Times, Washington Post ed International Herald Tribune.
È madre dell'attore e regista Justin Theroux.

## Opere
- California and Other States of Grace (1980)
- Peripheral Visions (1982)
- Night Lights (1987)
- The Book of Eulogies (1997)
- Serefina under the Circumstances (1999)
- La magia della neve (Giovanni's Light, 2002)